# Флаг Оршанского района
Флаг муниципального образования «Оршанский муниципальный район» наряду с основным символом района — гербом является официальным опознавательно-правовым знаком и служит официальным символом муниципального образования «Оршанский муниципальный район» Республики Марий Эл Российской Федерации.
Положение о флаге утверждено 20 сентября 2006 года Решением Собрания депутатов муниципального образования «Оршанский муниципальный район».

## Описание
Флаг представляет собой прямоугольное полотнище с отношением ширины к длине 2:3, воспроизводящее композицию герба района: в пурпурном полотнище золотой разомкнутый венок из ветвей льна; посреди венка — золотой, покрытый орнаментом марийский обрядовый ковш, в навершии рукояти которого птица.